# Festival RenaissanceS

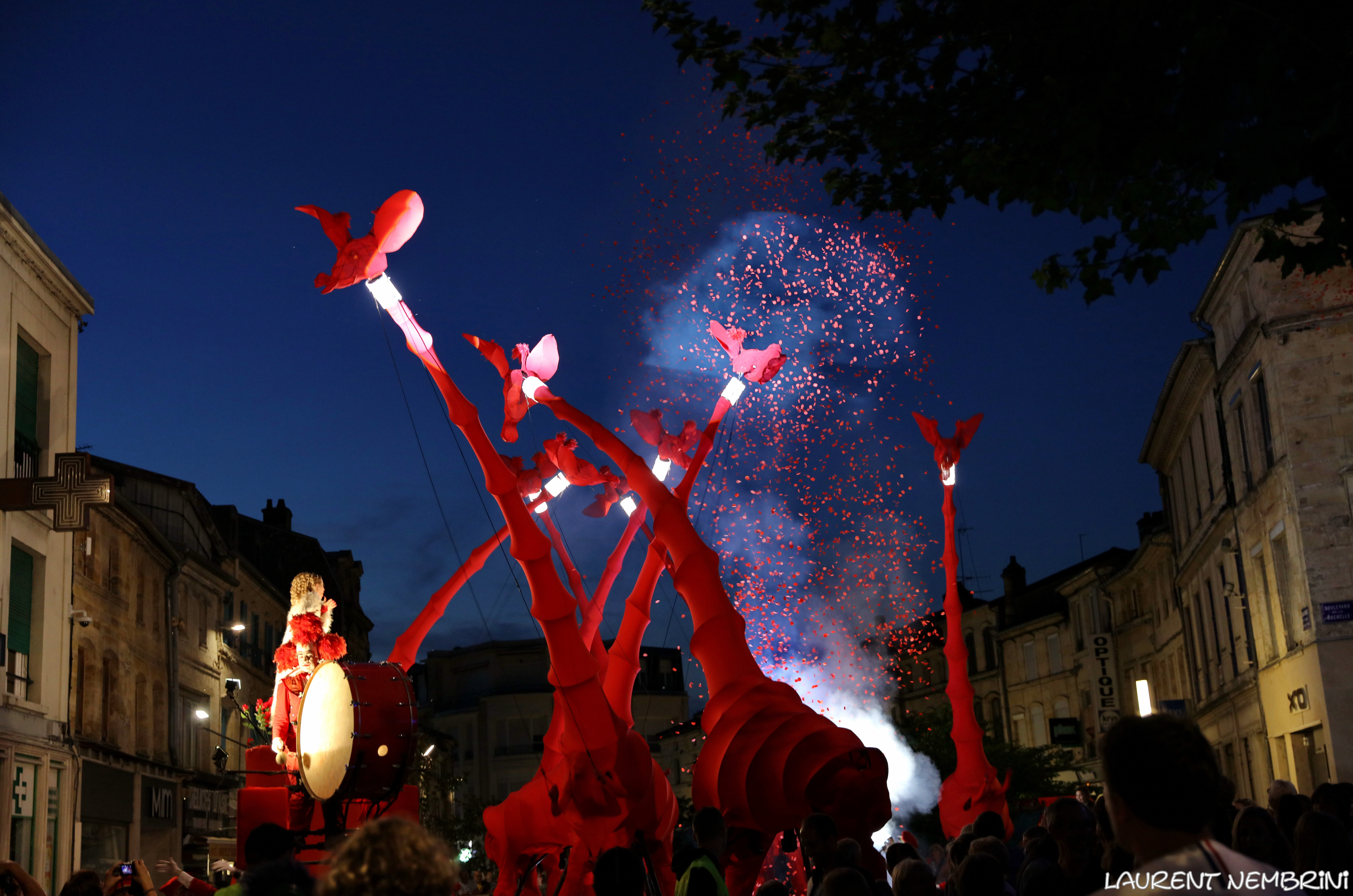
Compagnie Off, les Girafes - Festival RenaissanceS 2018

Le Festival RenaissanceS est un festival des arts de la rue et de musique créé en 1996 qui a lieu chaque année le premier week-end de juillet à Bar-le-Duc (Meuse).
Mélangeant théâtre de rue, cirque, danse et musique ancienne aux côtés d'un marché de l'artisanat et de la gastronomie, ce festival est devenu un évènement majeur de la ville et de la région Lorraine. Les nombreuses compagnies françaises et étrangères envahissent pendant trois jours le quartier de la Ville haute pour en animer le patrimoine Renaissance.

## Présentation
Le Festival RenaissanceS est créé en 1996, mais c'est deux ans plus tard, en 1998, qu'il se professionnalise et prend sa forme actuelle,.
Il mélange théâtre de rue, cirque, danse et musique ancienne, et propose un marché de l'artisanat et de la gastronomie. Les nombreuses compagnies françaises et étrangères envahissent pendant trois jours le quartier de la Ville Haute pour en animer le patrimoine Renaissance. Ce festival est devenu un évènement incontournable de la ville et de la région Lorraine,.
Un partenariat avec l'association ACB (Action culturelle du Barrois), scène nationale, est mis en place pour proposer certains spectacles et concerts.

## Historique

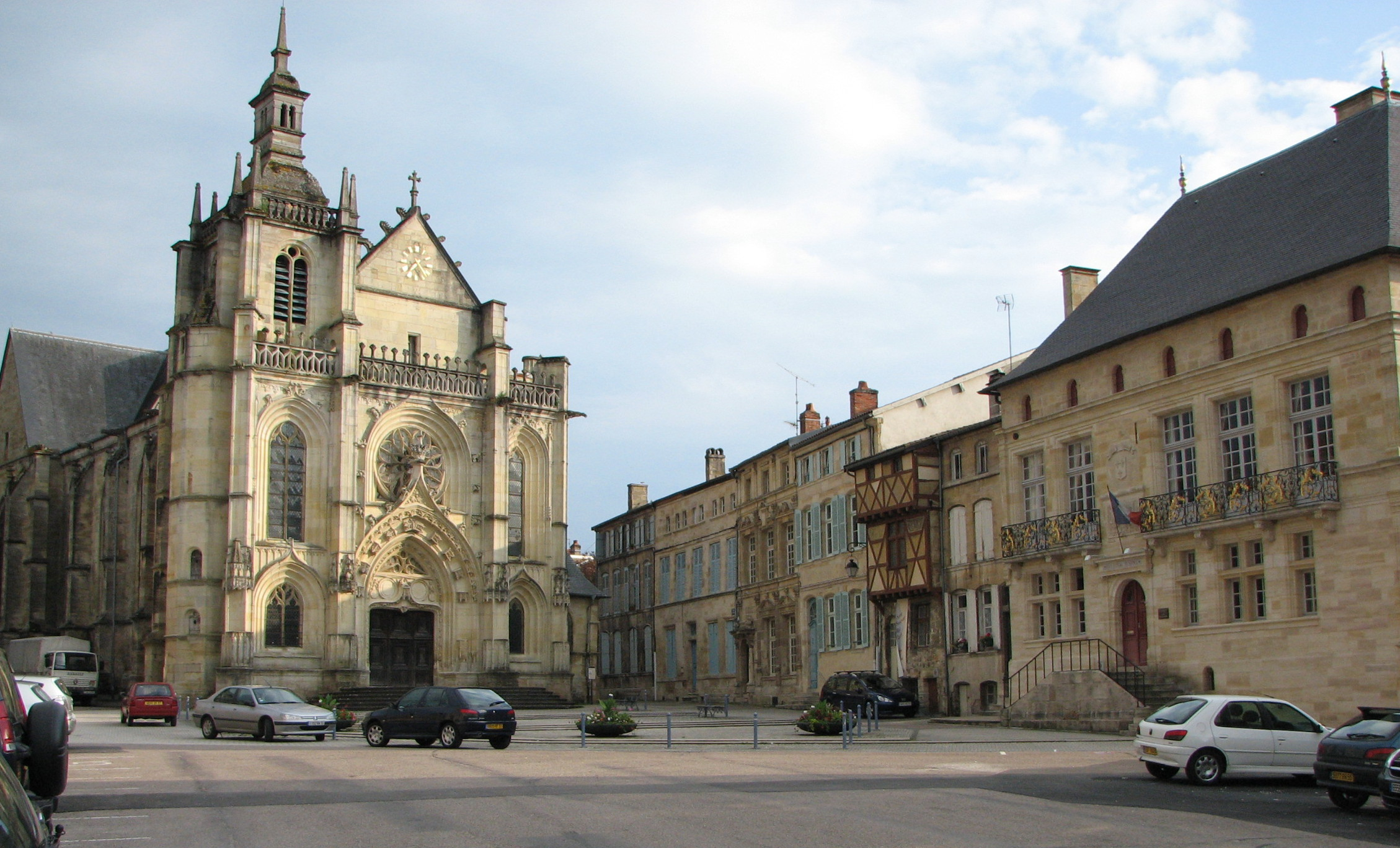
L’Église Saint-Étienne et la place Saint-Pierre, cœur du quartier Renaissance et du festival.

Le 1er Festival RenaissanceS a lieu en 1998.
Le 2e Festival RenaissanceS a lieu en 1999.
Le 3e Festival RenaissanceS a lieu en 2000.
Le 4e Festival RenaissanceS a lieu en 2001.

### 2002 - 2009
En 2002, un nouveau directeur artistique, Jérôme Montchal, est choisi.
Le 9e Festival RenaissanceS a lieu du 29 juin au 2 juillet 2006 sur le thème « Voyages forains ».
Le 10e Festival RenaissanceS a lieu du 28 juin au 1er juillet 2007 sur le thème « Europes et autres ailleurs ». Il s'agit de fêter la ville de Luxembourg, capitale européenne de la culture en 2007. Une soixantaine de compagnies sont programmées, et un « Festival Off » est mis en place pour permettre à de jeunes compagnies de se produire et se faire connaitre.
Le 11e Festival RenaissanceS a lieu du 3 au 6 juillet 2008 sur le thème « Rencontres improbables ».
Le 12e Festival RenaissanceS a lieu du 2 au 5 juillet 2009 sur le thème « ...histoires, Histoire... ». Une quarantaine de compagnies sont programmées et Jordi Savall donne un concert de musique ancienne,.

### 2010 - 2014

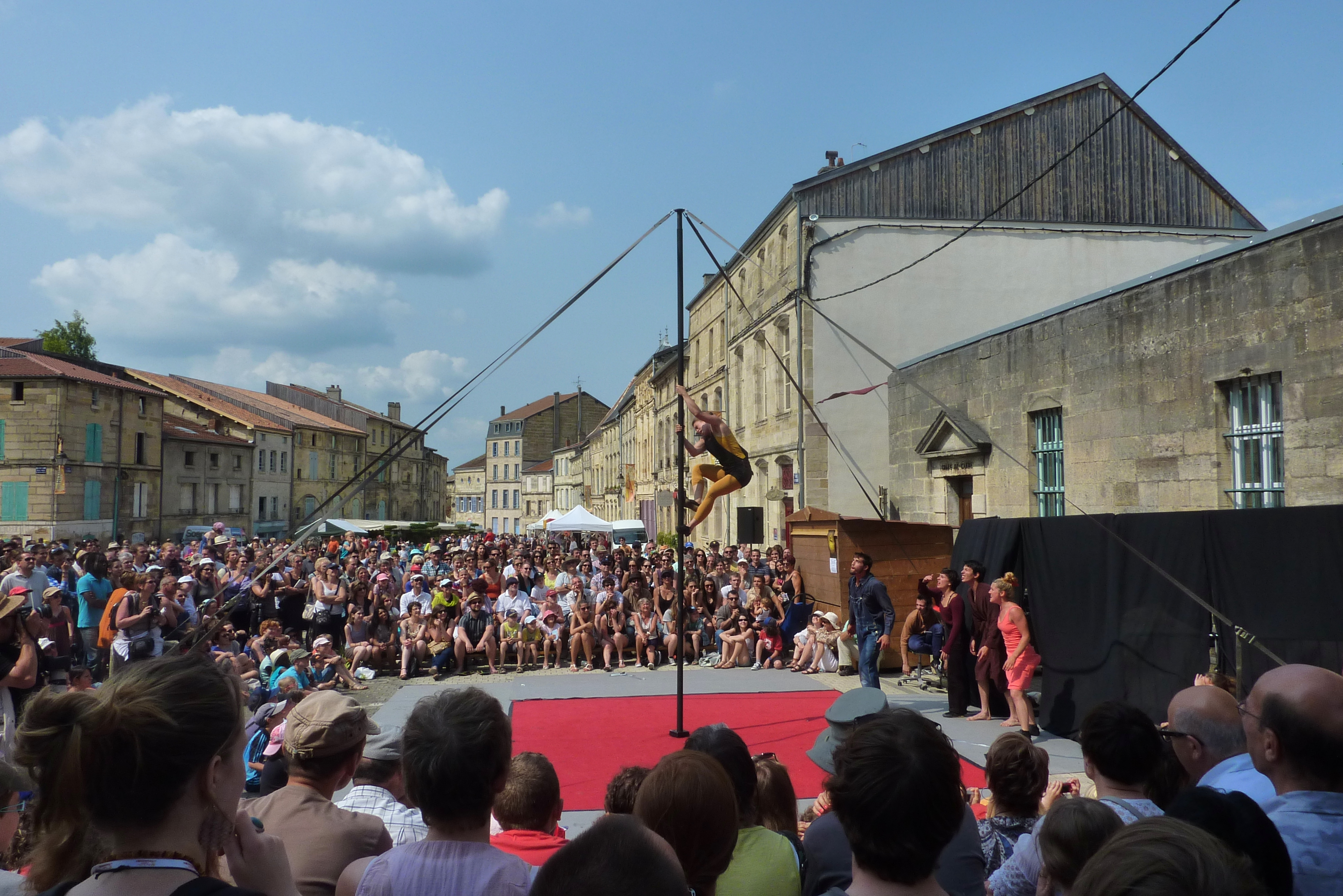
Spectacle de théâtre de rue au Festival RenaissanceS 2013.

En 2010, le festival connaît plusieurs changements à la suite de l'arrivée d'un nouveau directeur artistique, Hocine Chabira, et de la nouvelle municipalité élue en 2008. Le festival se concentre sur les arts de la rue et du cirque et ne propose plus de concerts de musique ancienne. Il s'engage également dans une démarche plus respectueuse de l'environnement (éco-festival).
Le 13e Festival RenaissanceS a lieu du 1er au 4 juillet 2010.
Le 14e Festival RenaissanceS a lieu du 1er au 3 juillet 2011 sur le thème « De l’Utopie à la Réalité ». Il rend hommage à Thomas More, philosophe et humaniste anglais, auteur d'Utopia (1516), le livre fondateur de la pensée utopiste,.
Le 15e Festival RenaissanceS a lieu du 6 au 8 juillet 2012 sur le thème des femmes et de leurs audaces, et rend hommage à Louise Labé, poétesse engagée. Cela se traduit par une forte proportion de créations artistiques féminines et de compagnies mixtes ou exclusivement féminines,. Le samedi soir, les Plasticiens Volants donne Big Bang, un spectacle aérien, devant 6 000 spectateurs.
Le 16e Festival RenaissanceS a lieu du 5 au 7 juillet 2013 sur le thème de l'« architectonique », c'est-à-dire l’art de la science et de la construction, et rend hommage à Jean Errard, mathématicien et ingénieur militaire. Le festival s'inscrit dans l'année Renaissance initiée par l'agglomération de Nancy. Le samedi soir, la compagnie Pipototal propose Basculoscopia, un spectacle acrobatique et musicale dans une grande structure métallique aux éléments mobiles,.
Le 17e Festival RenaissanceS a lieu du 4 au 6 juillet 2014, et rend hommage à René Ier d'Anjou (1409-1480), duc de Bar. Le festival est perturbé par une grève des intermittents : le vendredi seuls 3 spectacles sur 15 ont lieu (donnés par des compagnies étrangères), et le samedi seuls 28 spectacles sur 36. En marge du festival, le local du Parti socialiste est repeint en rouge. Le spectacle d'ouverture du vendredi soir, O.G.M. (Offre Généreuse de Mélodies) de la compagnie La Chose Publique, tout d'abord repoussé à cause du match France/Allemagne de la coupe du monde de football de 2014, est finalement annulé,. Le samedi soir, Les Commandos Percu donne Très méchant(s), un spectacle mélangeant percussions et pyrotechnie devant l'Hôtel du département. Le budget du festival est de 350 000 euros.

### 2015

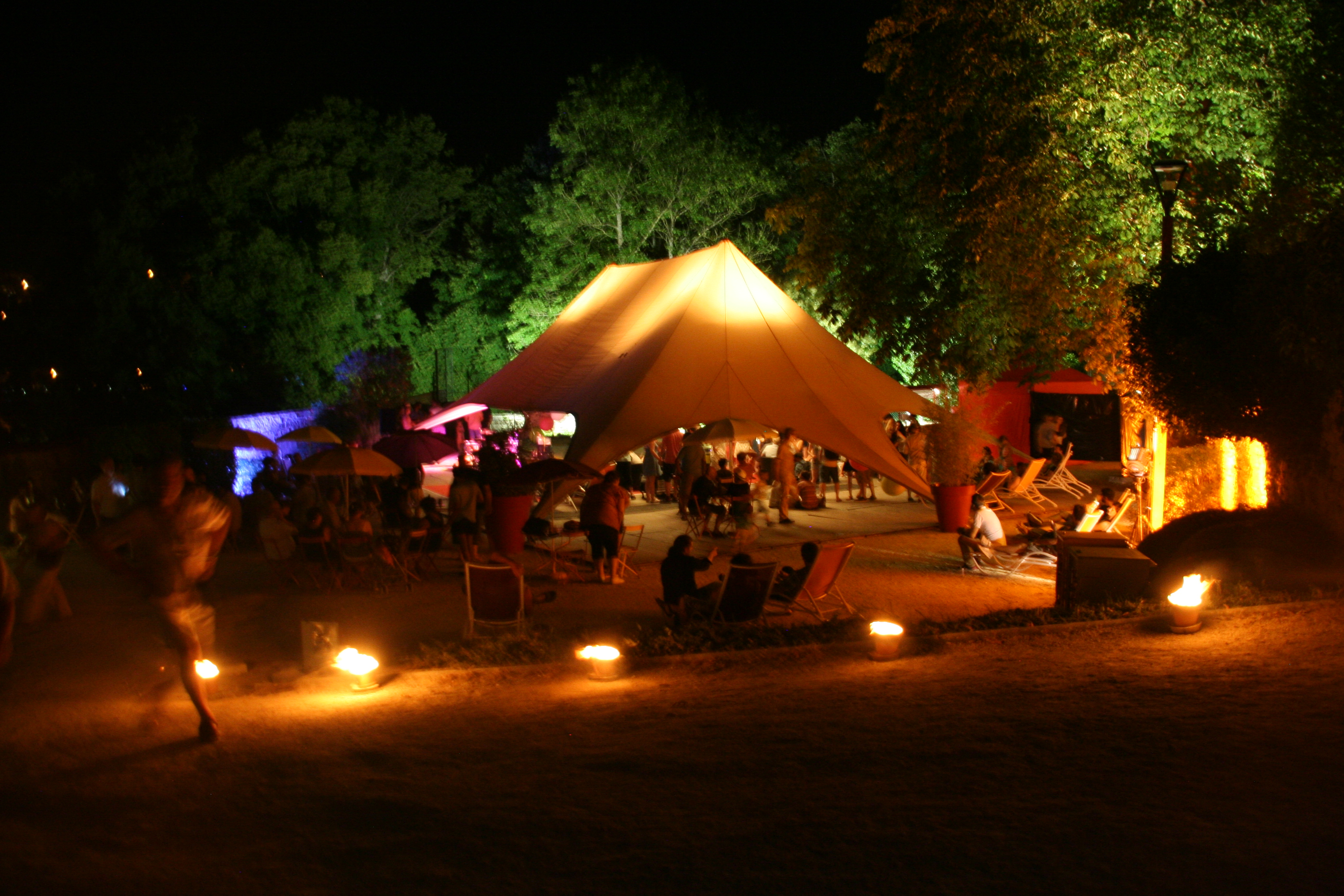
Guinguette du Festival RenaissanceS 2015.

En 2015, le festival connaît plusieurs changements. Le nouveau directeur artistique, Laurent-Guillaume Dehlinger, et la nouvelle municipalité élue en 2014 décident de le recentrer autour du patrimoine du quartier Renaissance de la Ville Haute. Les concerts de musique ancienne sont réintroduits après plusieurs années d'absence, tout en gardant les spectacles de théâtre de rue, et ces derniers sont moins nombreux pour que les festivaliers n'aient pas à courir d'un spectacle à un autre. L'objectif du maire, Bertrand Pancher, est d'atteindre 100 000 visiteurs d'ici à dix ans.
Le 18e Festival RenaissanceS a lieu du 3 au 5 juillet 2015, et rend hommage à Isabelle Ire de Lorraine (1400-1453), duchesse de Lorraine. Le festival souffre de la canicule qui s'abat sur l'Est de la France, les festivaliers préférant rester au frais l'après-midi et sortir le soir après 19 h. Le vendredi soir, les spectacles déambulent dans les rues de la Ville Basse : Kori Kori de la compagnie Oposito, ouvre le festival en mélangeant chants et danse du monde, tandis que la compagnie Transe Express propose une fois la nuit tombée un spectacle de tambours et de chants avec des divas perchées sur des poupées géantes illuminées. Des images et graphismes oniriques sont projetés sur l'église Notre-Dame par le Kolektif Alambik, alors que Calixte de Nigremont ouvre l'Isabelle de Lorraine Academy, un concours qui doit élire la nouvelle Isabelle de Lorraine en fil rouge du festival. Les candidates s'affronteront pendant le week-end sur différentes épreuves, du rempotage de géraniums à la fabrication de la meilleure quiche lorraine. Le samedi soir, des installations de feu sont placées dans les rues du quartier Renaissance par la compagnie Carabosse, alors que Calixte de Nigremont anime un Carnet de Bal sur la place Saint-Étienne. Au total, ce sont une trentaine de compagnies représentant 180 artistes qui participent au festival, dont le budget est identique à l'année précédente : 350 000 euros, dont 170 000 à 180 000 € de charge nette pour la ville de Bar-le-Duc.

### de 2016 à 2023
Franck Mourot, chef du service Culture & Animation de Bar-le-Duc, se voit confier le poste de directeur du festival,.L'objectif consiste à désenclaver les arts vivants en les rapprochant du patrimoine afin d'offrir de nouveaux écrins architecturaux pour les spectacles d'une part et une autre façon de regarder la ville et ses monuments, de renforcer l'attractivité de la Ville d'autre part. La mission s'est insérée dans le cadre du concept de Bar-le-Duc « Ville des patrimoines » conçu par Juliette Bouchot, adjointe au maire, chargée des affaires culturelles, du patrimoine et de RenaisssanceS. Le projet de renouvellement du festival se base sur la continuité des formes et la régénération du concept. Rendre ce festival si singulier au pluriel. Faire de l'évènement éphémère un projet de Ville et de territoire. Ce festival mis au pluriel, prends le thème de la Renaissance et l'étend à celui de la culture humaniste qui a une portée universelle. Un festival qui célèbre l'Homme s'inscrivant dans son Monde, hors des frontières géographique et du temps. Un festival puisant dans l'histoire, les formes artistiques actuelles et dans le futurisme/rétro-futurisme. Au delà des conventions d'un genre, il célèbre les formes d'art, leurs confluences, les expressions artistiques à portée humaniste, comme c'était le cas avec les mouvements artistiques introduits en Lorraine et dans le Barrois par René d'Anjou à partir de 1430. Un "festival fait pour tous, fait par tous", s'adressant pour tous, conçu, dans son mode de gouvernance, par tous.
Le 19e Festival RenaissanceS a lieu du 1er au 3 juillet 2016, et se place sous le signe des 9 Muses. Pour la réalisation cette édition, un comité pluridisciplinaire été constitué, associant professionnels et bénévoles, milieux artistiques et patrimoniaux. Il en a résulté une programmation artistique diversifiée s'adressant tant à un public familial qu'à un public averti. Les associations locales, les institutions culturelles et les habitants ont été fédérés autour d'un projet commun dont les propositions artistiques en sont le reflet.
La soirée d'ouverture a eu lieu avec "The color of time" de la compagnie Artonik. Les journées RenaissanceS se sont ensuite déployées autour des propositions de 40 compagnies et artistes invités : mapping sur monuments, théâtre de rue, performances. Ceci sans oublier la partie reconstitution historique avec l'aménagement d'un camps de vie médiéval et d'ateliers sur l'Esplanade du Château ; le marché de la ville haute et le village des métiers d'arts. Les nuits RenaissanceS ont été marquées par des spectacles grands formats : "Actred et White Wings" de la Compagnie CLOSE ACT, suivie d'un temps de convivialité familiale avec la "Veillée" de la Compagnie Opus.
Le bilan du festival a fait apparaître une jauge cumulée de 45000 spectateurs. Ce mode de calcul étant relatif et peu révélateur de la fréquentation de l'évènementiel, une nouvelle méthodologie a été mise en place pour cette édition avec le comptage unitaire à chaque point d'entrée du festival en ville haute. Le comptage unitaire fait état de 25000 visiteurs sur les 3 jours du festival.
Le 20e Festival RenaissanceS a lieu du 30 juin aux 1er et 2 juillet 2017, et a eu pour thème "Les Quatre Eléments : NaissanceS et RenaissanceS". Une thématique à portée humaniste déclinée sous une forme nouvelle. Placé sous le signe de la diversité, RenaissanceS offre ici une expérience immersive unique permettant de rendre accessible  les modes d'expressions aussi divers soient-ils à tous les publics y compris les publics empêchés (crèches, centres sociaux, handicap, maisons de retraite). L'art et le patrimoine, perçus sous les 4 Eléments sont ici dévoilés comme liens humains, liens sociaux favorisant l'ouverture, les échanges, le développement des idées, le mieux vivre ensemble. Après le premier opus, Acte I, en 2016 qui a permis d'invoquer le souffle des Muses pour créer un festival renouvelé, l'Acte II de cette nouvelle édition, met en scène, en toute suite logique, la naissance et la création à partir des Eléments. Les 4 Eléments que sont l'eau, l'air, la terre et le feu, sont une conception naturaliste qui a permis, jadis, de décrire et d'analyser le Monde. Ils sont en lien direct avec la période de la Renaissance et la pensée humaniste. La pensée antique, remise au goût du jour lors de la Renaissance s'applique aussi bien aux éléments matériels vaste domaine de la pensée et à l'Homme. C'est la combinaison harmonieuse de ces éléments qui rends possible et fertile notre vie ensemble. Diversité et harmonie, c'est la ligne directrice qui a dicté les choix de programmation. La soirée inaugurale en centre-ville s'est ouverte dans la tradition des parades médiévales par l'itinérance urbaine de la compagnie Planète Vapeur et leur spectacle OCTOPUSSY et un spectacle de danse verticale de la Compagnie retour Amont, pour faire découvrir l'architecture du quartier Notre-Dame. Ces deux évènements ont été suivis par un moment convivial et festif offert par le Brassilocim Batucada (structure sociale et solidaire) et le Bal des Balkans offert par le Conservatoire de musique (CIM). Les deux journées RenaissanceS en Ville-Haute ont permis de proposer les spectacles de 42 compagnies de théâtre et d'art de rue, pour une centaine de représentations. Les associations locales ont participé à l'organisation et au marché Renaissance ainsi qu'au village des métiers d'art, en partenariat avec la Chambre des métiers. Une mise en avant des talents et une déclinaison du patrimoine au pluriel, passant du patrimoine historique, au patrimoine immatériel et à celui des arts vivants et des métiers d'art.
Le bilan du festival a fait apparaître une jauge cumulée de 37 380 spectateurs. Le comptage unitaire fait état de 21018 visiteurs sur les 3 jours du festival. La méthodologie du double système de comptage permet statistiquement d'établir un ratio entre le système de comptage en jauge cumulée et le comptage unitaire. ceci pour une meilleure approche quantitative et qualitative des évaluations que l'on peut établir sur les festivals de rue, d'arts vivants.
Le 21e Festival RenaissanceS a lieu les 6, 7 et 8 juillet 2018, et a eu pour thème "Explorations alchimiques". Il constitue l'Acte III du nouveau festival qui met en scène, après l'invocation des Muses (Acte I) et la naissance à partir des 4 Eléments (Acte II), l'Homme dans sa dimension humaniste de partage et d'intériorité. Des rencontres, au détour d'une rue, avec des architectures, des confluences d'expressions artistiques qui offrent à tout à chacun le loisir d'explorer pour soi et de partager en famille, les genres, les sensations, les émotions. Le décor unique offert pour les spectacles, avec le quartier renaissance en Ville Haute qui sublime les formes, les transforme. La confrontation des arts vivants dans cet écrin d'exception permet de porter un regard nouveau. de ce regard, de ces impressions, naît une alchimie, celle du mélange des genres et des perceptions. Les arts de la Rue par leur diversité, sont ici un moyen privilégié de catalyser puis retransmettre sous des formes un message contemporain à portée humaniste : l'Essence même de la Vie et du Vivre ensemble. L'Art n'est-il pas là pour jouer sur nos sens, nos perception, nos émotions, les éveiller pour les partager ? Les spectacles sélectionnés dans la programmation ont eu comme point commun leur insertion dans l'écrin de la ville haute pour se jouer des architectures et transmuter par le théâtre de rue, les sensations, les perception, faire partager un moment unique, une expérience alchimique. Plus que des certitudes, des questions : "et si l'or était à portée de mains de chacun ? non pas ce que nous pouvons amasser en matérialité, mais un trésor que nous forgeons en nous, en notre coeur, fait d'émotions, de souvenirs, de passions. Tel ce coeur brandi par le squelette sculpté par Ligier Richer à La Renaissance, et qui continue fièrement  à défier l'esprit et le temps". La parade d'ouverture s'est faite en grande pompe avec le spectacle des Girafes de la Compagnie OFF. Pour mélanger les formes et les espaces, en prélude a eu lieu l'itinérance du camion MUMO : musée mobile itinérant qui a permis de faire découvrir par la pratique l'art contemporain aux habitants des quartiers de la Côte Ste Catherine. Les journées Renaissances se sont déroulées en ville haute  avec 45 compagnies pour une centaine de représentations. La programmation a été réparties en 7 séquences : "A toutes et à tous", "L'alchimie des êtres et le théâtre de la Vie", "L'alchimie du partage", "des ténèbres à la lumière", "le passé marque indélébile et cadre de vie", "explorer et découvrir" et "prendre de la hauteur et trouver son équilibre". Le grand spectacle du samedi soir était Vénus de la Compagnie des Hommes Debout, suivi des projections sur monuments de la Compagnie de la Distillerie d'images. Le OFF du festival a permis de découvrir de nouveaux talents, de faire participer également des structures éducatives et sociales locales (SEEEAD). Mais aussi de faire le lien entre les arts vivants et le Patrimoine avec l'apparition de personnes issues du passé, reconstituteurs historiques, en costume d'époque de la Renaissance. confluence des genres et des époques. Le Vivre ensemble Humaniste, c'est respecter le passé le présent de chacun pour mieux vivre le futur ensemble.
Le bilan du festival a fait apparaître une jauge cumulée de 52 947 spectateurs. Le comptage unitaire fait état de 29 415 visiteurs sur les 3 jours du festival. L'augmentation de la fréquentation témoigne du nouvel intérêt du public local qui renoue et adhère à cette nouvelle forme inclusive du festival. Pour les festivaliers extérieurs, les efforts en communication semble être payants et doivent être poursuivis, avec les acteurs de la promotion touristique locale, départementale et régionale, pour créer une marque RenaissanceS, propre à identifier le Festival et son identité hors des frontières régionales.
Le 22e Festival RenaissanceS a lieu les 5, 6 et 7 juillet 2019, et a eu pour thème "De l'Ombre à la Lumière, expérience du clair-obscur". Il constitue l'Acte IV du nouveau festival qui met en scène, après l'invocation des Muses (Acte I) et la naissance à partir des 4 Eléments (Acte II), l'Homme dans son alchimie (Acte III), L'homme face à la dualité, à son ombre et à sa lumière. Une évocation contemporaine de pavé mosaïque, de la dualité du damier ou du yin et yang. Le concept de dualité est hérité d'Orient. Il s'est développé en occident autour des notions de bien et de mal, de paradis et d'enfer. Au niveau sensitif, il se perçoit en terme d'harmonie et de dissonance. La pensée humaniste nous démontre que les principes actifs et passifs s'associent pour former un tout. Faire naître, créer, régénérer. C'est le point de départ de la Création. C'est ici dans la programmation une célébration à la Création de quelque nature qu'elle soit qui est donnée. L'art est le support de nos émotions. Il peut se définir comme l'incarnation d'une idée dans un matériau sensible. cela fonctionne pour l'architecture et le patrimoine comme pour ls arts vivants qui toute le domaine de la pensée. Les spectacles sélectionnés explorent les oppositions, les brisures, la déconstruction. Confrontation des genres et des formes, de la culture établie à la contre-culture, à l'underground au mainstream, c'est ce qui est posé à la vue et à la sensation des festivaliers. Une exploration, dans la tradition humaniste de l'ombre et de la lumière, une invitation au clair-obscur. La parade d'ouverture du vendredi soir s'est ouverte en ville basse sous les projecteurs de Generik Vapeur et du Kraken Orchestra du collectif Système Paprika. Plus d'une quarantaine de compagnies ont ensuite joué dans le quartier RenaissanceS pour une centaine de représentations, donnant ainsi son ambiance si chaleureuse et festive propre au festival de Bar-le-Duc. Formes diverses et opposées de spectacles pour la découverte et le partage du plus grand nombre. La célébration de la création ne peut se faire qu'avec toute set tous. c'est pourquoi des formes incluses spécifiques ont été déployées pour les publics empêchés (crèches, maisons de santé, maisons de retraite, organismes spécialisés). C'est aussi aller à la rencontre des quartiers et proposer du "faire ensemble". C'est ainsi qu'est née l'idée dans le cadre d'une expérimentation entre le label-ville d'art et d'histoire détenu par la ville en 2003 et les arts vivants, de proposer au public une construction hors norme : une tour de l'horloge en carton, que les habitants vont dans le quartier de la côte sainte-Catherine, quartier prioritaire qui fait face à la vieille ville, dominée par la véritable tour de l'horloge du XIIIe siècle. Cette performance a été réalisée par l'artiste international Olivier Grosse-tête. Les liens entre le passé et le présent, ses oppositions et continuités ont été explorés en parallèle des spectacles avec des visites guidées historiques classiques de l'office de tourisme, des visites décalées ou des expos urbaines qui permettent à chacun, au détour d'une rue, de voir et de se familiariser avec l'histoire commune de cette cité deux fois millénaire. Le point d'orgue du WE a été offert par la Compagnie DEUS EX MACHINA et son spectacle Galiléo qui a rassemble près de 10 000 festivaliers à la tombée de la nuit le samedi soir.
Le bilan du festival donne un comptage unitaire à 32812 visiteurs. La méthodologie du double système de comptage (jauges cumulée + comptage unitaire) a été abandonné cette année pour ne réaliser que des comptages individuels aux différentes entrées du festival. L'activité a été reportée sur la mis en place de questionnaires visiteurs afin d'affiner l'évaluation du festival, mieux cibler les attentes et définir des profils type de festivaliers. Ceci afin de mettre en adéquation dans le cadre du comité de direction artistique et technique, les attendus et le réalisé. En matière de fréquentation un seuil a été atteint. la ville haute, dans sa morphologie urbaine ne peut accueillir plus de visiteurs. Un effet pallier est donné. S'il veut se développer, le festival doit explorer des sites complémentaires à la ville haute, notamment pour les grandes formes artistiques, grands spectacles qui nécessitent une ingénierie et de la technique spécifique. En ce qui concerne la communication, les chiffres de fréquentation démontrent le développement de la mise en tourisme du festival. La création d'une marque avec logo "Bar-le-Duc RenaissanceS : festival des arts vivants depuis 1430" (allusion à la période Renaissance - introduction des arts et lettres dans le duché du barrois et de la lorraine par René d'Anjou en 1430 - et aux arts vivants avec RenaissanceS au pluriel, un évènement singulier mis au pluriel). Il permet désormais de donner une identité à l'évènement et de travailler sur sa notoriété. Un gain pour l'image de la collectivité et l'attractivité culturelle et touristique du territoire.
Le 23e Festival RenaissanceS qui devait avoir lieu en 2020 a été déprogrammé des suite de l'épidémie COVID 19. La programmation de cette 23e édition a été reportée à l'été 2021.
Le 23e Festival Renaisssances reprogrammé en 2021 a pris une forme exceptionnelle, en se déclinant sous la forme d'une saison culturelle, du 3 juillet au 17 octobre 2021. Cette édition hors-norme, sur 100 jours, a bénéficié des reprogrammations de l'édition 2020 qui avait été annulée et des nouvelles programmations 2021. Pour ce format spécial s'adaptant aux contraintes liées à la crise sanitaire, l'innovation a été de mise. 34 évènementiels ont été programmés de juillet à Octobre, permettant ainsi de décliner l'évènementiel renaissance en une saison culturelle proposant des RDV les Week-ends d'été et d'automne. Renouant ainsi avec le projet artistique de l'Automne des transis. Les spectacles ont été choisis afin de ne pas offrir de grandes jauges ceci destiné à se conformer aux mesures sanitaires en vigueur. L'adaptation par la contrainte a donc été ici prise comme une opportunité. Une opportunité d'innover avec des formats et des formes artistiques puisant dans le concept RenaissanceS. Une diversité donnée dans la durée. C'est ainsi que de la création artistique a été proposée pour des formes itinérantes telles que les Criées de la compagnie des Arpentistes, forme  de la déclamation théatrale burlesque dans les différents quartiers de la ville ; des oeuvres éphèmères, créations et performances en milieu urbain (Enter the Wall de Bungle ced, artistes du Moulin Crew 54) ; des oeuvres de plasticiens (F. Rotenhauser, avec le TRANSI 2490), des installations utilisant le mobilier urbain (Aurélien Nadaud). Une mise en scène de l'espace urbain et des grandes façades architecturales a été demandée à la Compagnie des plasticiens volants qui, en l'espace d'un WE ont investis la ville avec leurs installations "transifiques". Le jeune public enfants et adolescents ont eu une chasse aux trésors en réalité augmentée sur le thème des Tanukis (Ura Mador création). Un concert, performance guitare/pinceaux a été donné dans le formidable écrin architectural qu'est le collège Gilles de Trèves, avec "LIGNE DE FRONT". un formidable voyage artistique offert par Paul Bloas et Serge Teyssot-Gay de l'ancien groupe Noir-Désir. Enfin des initiatives associatives et de particuliers sont à souligner, comme l'Art à la fenêtre qui a permis d'exposer dans différents quartiers ou l'entresort mobile "vous avez un message" de la Compagnie du voyage intérieur qui a permis au plus grand nombre de communiquer sous des formes diverses et variées.
Le bilan de cette édition est des plus satisfaisant. Conditions sanitaires oblige, le quantitatif n'a pas primé sur le bilan. Le festival décliné sous une saison culturelle afin d'affirmer la présence culturelle malgré la crise sanitaire. offre la diversité des formes d'arts aux habitants et aux touristes de passage, ceci dans la diversité de Renaissances, tel a été le pari réussi de la 23e édition. Dans sa conception l'évènement a été conçu sous une forme covid-compatible et placé sous la bannière "Soyons transi d'amour plutôt que de peur". C'est ici que s'est illustré, dans les valeurs humanistes, le slogan "un festival par tous et pour tous", car plus que jamais, il a joué la carte de la diversité Une diversité offerte sur 100 jours avec une programmation éclectique et de qualité.
Le 24e festival RenaissanceS s'est déroulé les 1, 2 et 3 juillet 2022. Il renoue dans son concept avec la tradition, tout en agrégeant le fruit des expérimentations offertes par l'édition n°23 "covid-compatible". Reprenant la suite des actes donnés depuis refondation du festival en 2016 (Actes I à IV), il évoque  en Acte V, une question essentielle de l'Humanisme en cette période post-covid : les liens, la faiblesse et la perfectibilité de l'Homme. La place de l'Homme, passant de l'arrogance de sa condition, à l'humilité est illustré par le mythe de la Tour de Babel. C'est sur l'initiative de l'association Expressions et en partenariat avec la Ville de Bar-le-Duc que l'artiste illustrateur François Schuiten a proposé une exposition en ville-haute, suivie d'une conférence. Pour l'évènement il réalisera un dessin inédit celui d'une vue rétro-futuriste de Bar-le-Duc, sous la forme de la Tour de Babel. C'est ce cadre rêvé, romancé qui sert de base à la constitution de la programmation du festival. Faire lien, en toute humilité pour passer outre aux épreuves, tel est l'enseignement donné en cette période post covid. Fort de l'expérimentation passée c'est la ville basse qui servira, une fois n'est pas coutume d'écrin au festival RenaissanceS. En effet, la programmation de la saison 2021 a montré la pertinence de certains lieux encore inexploités par la culture en général et les arts vivants et le théâtre de rue en particulier. C'est ainsi que l'ouverture du festival s'est faite par une parade proposée sous des airs de futurisme, post apocalyptique : une parodie d'alunissage, "l'allégorie de la Grenouille" par la Compagnie DEUS EX MACHINA. Toujours sur ce même thème succède Wonder pétrole du CIRQUE ROUAGE qui souffle le chaud ; et Le passage du nord-ouest du GROUPE TONNE qui souffle le froid, dans un récit théâtral de grande ampleur. Durant cette même soirée, une invitation à la résistance est donnée par les FILLES DU RENARD PALE spectacle de funambule, avec récit autour d'un fil instable. Le week-end RenaissanceS verra se succéder une quarantaine de propositions dans différents registres d'arts de rue, de performances. La contribution des structures associatives et professionnelles de la culture est une clé de voûte dans le système de gouvernance. Il a été ici donné par les contributions de l'ACB scène nationale pour la programmation de théâtre de rue, de l'association Be real pour la diffusion de deux concerts, de la ludothèque pour la création d'une espace jeune publics dans le parc de l'Hôtel de Ville, celles du Musée ou du label Ville d'art et d'histoire, pour des expositions urbaines et des visites guidées, celles de la médiathèque qui a fait écho à l'exposition de François Schuiten, et du Conservatoire de Musique (CIM) pour la programmation d'un nouveau concept de "siestes musicales".
L'objectif de l'édition 2022 était d'étendre le festival de la Ville-haute au centre-ville, expérimentant ainsi de nouveaux espaces de spectacle. En matière d'ingénierie et de dépense publique, un nouveau dispositif a été créé par le renforcement du partenariat avec l'ACB et les autres associations culturelles. En matière de fréquentation, le festival renoue avec les grands rassemblements. L'ouverture à la ville entière n'a pas permis pour chaque zone de faire des comptages individuels. Les jauges cumulées donnent un chiffrage à 44 500 spectateurs ce qui donne un total de 25 000 festivaliers par estimation (ratio des autres années entre jauge cumulées et comptage individuel). Ce chiffrage est affiné par les données utilisées par une nouveau système de comptage : mytraffic - qui donne un état via l'application numérique à 29 000 personnes sur le week-end. Parallèle au nouveau déploiement, le système de connaissance des publics a été développé. de nouveaux questionnaires ont permis d'affiner notre connaissance des profils types des festivaliers, de leurs attentes et du panier moyen de dépense par personne (23,50 € soit des retombées évaluées à 680 000 € pour les commerces). La localisation du festival en ville-haute est une composante. Le festival est pour 75 % un lieu de spectacle, de divertissement et 20 % l'associent au Patrimoine. Ici les composantes qui font l'essence du festival RenaissanceS.
Le 25e festival RenaissanceS s'est déroulé du 30 juin au 2 juillet 2023. Il constitue le prolongement de l'édition 2022 à mi-chemin entre conservation des éléments traditionnels du festival et des expérimentations qui visent à explorer de nouveaux lieux. À la suite de l'Acte V, il marque un nouvel Acte plaçant la culture humaniste au centre des préoccupations actuelles : celle de la construction commune, des individualités qui apportent par leur somme, leur addition, un collectif. Passer du Un au Tout, apporter par sa contribution sa pierre à l'édifice tel est le sujet ici traité à travers la programmation de cette nouvelle édition. Quelle plus belle ouverture était ce clin d'oeil au spectacle "Color of time" de 2016 qui a permis de rassembler  la population autour d'une grande parade de couleurs, à la mode de la fêtes des couleurs indienne "Color Of Bar-le-Duc"). Le message transmis : passer du un de nos individualités au tout d'une population rassemblée en une liesse festive et populaire. L'ouverture s'est poursuivie par le spectacle Deabru Beltzak et des concerts en fin de soirée. Pour le week-end Renaissances, une quarantaine de compagnies dont 27 locales (afin de soutenir la création et la diffusion artistique régionale), et près de 80 représentations ont permis de montrer à travers des formes intimistes et collectives, la diversité des individualités et la construction de récits théâtralisés partagés. L'enjeu d'investir la Ville-basse était de pouvoir attirer de nouvelles grandes formes de spectacles qui n'auraient pas pu jouer en ville-haute. Tel a été le cas cette année avec la programmation du grand spectacle sur grue : "Cristal palace" de la Compagnie TRANSE-EXPRESS, spécialisée dans les formes aériennes. Dans le sens donné au dialogue entre architecture et arts vivants, la place Exelmans, avec ses bâtiments remarquables début XXe s. (ancienne caisse d'Epargne et Bains-douches) a donné un cadre hors norme au spectacle et a permis de faire dialoguer le lieu et la performance artistique. Le partage, l'harmonie, la prise de hauteur est essentielle à la constitution de l'acte rassembleur, de ce qui fait société. Avec ce spectacle, est transmis le message actualisé et imagé de l'humanisme de la Renaissance et du siècle des Lumières. L'ensemble des propositions artistiques permettent d'affirmer l'identité du festival qui ne se situe pas, malgré son nom, comme un festival historique, mais pas non plus comme un simple festival des arts de la rue, comme il y en a des centaines en France. A la confluence entre les Arts Vivants et les Patrimoines, il puise dans les deux pour donner une forme actualisée du grand récit Humaniste qui a débuté dans la cité des ducs à partir de 1430, sous les auspices du Bon Roi René,. Pour cette 25eme édition, un article a été consacré dans le numéro hors-série "Vivre en Meuse" de l'Est républicain. Il fait la synthèse des objectifs donnés depuis 2016 et redonne les lignes directrices artistiques qui ont forgé le succès des programmations.
Le bilan statistique de l'édition 2023 a été réalisé avec la préparation de l'édition 2024 qui correspond à une transition : le recrutement d'un nouveau directeur  à la suite d'une demande de mobilité du directeur  précédent qui occupe désormais d'autres fonctions au sein du Ministère de la Culture. Ce recrutement ouvre une nouvelle ère dans l'histoire du Festival RenaissanceS.En 2025, la municipalité a décidé de mettre fin au festival Renaissances pour renouveler les évènementiels de la Ville. Comme le précise l'article de l'Est Républicain, « Jugé désuet et dépourvu d’identité », il sera remplacé par un festival consacré à l’humour, sous toutes ses formes.

## Fréquentation
| Année                                          | 2005   | 2009   | 2010   | 2011   | 2012   | 2013   | 2014 | 2015 | 2016   | 2017   | 2018   | 2019   | 2020-2021 | 2022  |
| Spectateurs (jauges cumulées des spectacles)   | 25 000 | 38 000 | 43 000 | 49 000 | 43 000 | 48 000 |      |      | 45 000 | 37 380 | 52 947 |        | covid     | 44500 |
| Entrées (comptage individuel des festivaliers) |        |        |        |        |        |        |      |      | 25 000 | 21 018 | 29 415 | 32 812 |           | 25000 |